# Valnemulină
Valnemulina este un antibiotic din clasa pleuromutilinelor, fiind aprobat pentru uz veterinar (porcine și iepuri). Prezintă acțiune foarte puternică asupra Mycoplasma spp. și spirochetelor.